# Richard de Reviers (2e comte de Devon)
Richard de Reviers, mort en 1162, comte de Devon de 1155 jusqu'à sa mort et baron de Plympton, est le fils de Baudouin de Reviers, premier comte de Devon par Mathilde l'Emperesse. Il est de la Maison de Reviers, originaire du Calvados, qui a donné d'importants nobles en Angleterre. Il épousa Denise (dites aussi Hawise) de Dunstanville, fille du comte de Cornwall et ils eurent trois enfants, eux-mêmes sans postérité :
- Baudouin († 1188) qui succède à son père et épouse Denise de Déols[2], qui sera veuve à seize ans.
- Richard († v. 1193) qui succède à son frère.
- Maude, qui épousa Ralph Avenill[3].

Leur oncle, Guillaume († 1217) reprendra le titre de comte de Devon après leurs morts et ses propres enfants continuerons la lignée.